# Карабулацька сільська адміністрація
Карабула́цька сільська адміністрація (каз. Қарабұлақ ауылдық әкімдігі, рос. Карабулакская сельская администрация) — адміністративна одиниця у складі Степногорської міської адміністрації Акмолинської області Казахстану. Адміністративний центр та єдиний населений пункт — село Карабулак.
Населення — 1123 особи (2021; 1188 у 2009, 1310 у 1999, 1890 у 1989).
Станом на 1989 існувала Карибулацька сільська рада (села Карабулак, Коксал) колишнього Селетінського району, село Первомайка перебувало у складі Івановської сільської ради Алексієвського району. 1993 року утворено Карабулацький сільський округ (села Карабулак, Коксал, Первомайка) у складі Степногорської міської адміністрації. Села Коксал та Первомайка були ліквідовані 2008 року, сільський округ перетворено в сільську адміністрацію.

## Склад
До складу адміністрації входять такі населені пункти:
| Населений пункт    | Колишні назви | Населення, осіб (1989) | Населення, осіб (1999) | Населення, осіб (2009) | Населення, осіб (2021) |
| ------------------ | ------------- | ---------------------- | ---------------------- | ---------------------- | ---------------------- |
| Карабулак, село    | -             | 1646                   | 1199                   | 1187                   | 1117                   |
| --Первомайка, село | -             | 152                    | 51                     | 1                      | 6                      |
| Коксал, село       | -             | 92                     | 60                     | -                      | -                      |